# L'Institut Paris Région
Pour les articles homonymes, voir IAU.
L'Institut Paris Région, anciennement IAU Île-de-France, est la marque déposée de l'Institut d'aménagement et d'urbanisme de la région Île-de-France, la plus ancienne et la plus grande agence d'urbanisme de France, tant en termes d'effectifs humains que de volume de publications. Le lancement de la nouvelle marque en 2019 s'est accompagnée d'une transformation juridique de son statut. La fondation a été transférée à une association loi de 1901.
L'Institut est actif aussi bien en France qu'à l'étranger. Il est présidé par la présidente du conseil régional d'Île-de-France, Valérie Pécresse depuis décembre 2015. Son siège se situe depuis le 9 janviers 2025 au 64-68 Rue Pleyel à Saint-Denis.

## Histoire
L'Institut est créé par un décret du 4 mai 1960 sous le nom d'IAURP (Institut d'aménagement et d'urbanisme de la Région parisienne), à l'occasion de la publication du Plan d'aménagement et d'organisation générale de la région parisienne (PADOG),. Il prend une nouvelle dimension sous l'impulsion de son nouveau président, Paul Delouvrier qui est nommé en 1961 délégué général au district de la région de Paris, puis préfet de la région Île-de-France de 1966 à 1969,,. Celui-ci est considéré comme le père tant des « villes nouvelles » que de l'IAURP. Il charge l'IAURP de mener les études générales (démographie, logement, activités, transports, équipements publics, etc.) nécessaires à l'aménagement de la région et surtout d'élaborer le Schéma directeur d'aménagement et d'urbanisme de la région parisienne (SDAURP), qui doit remplacer le PADOG, jugé insuffisamment ambitieux. Ce schéma directeur est rendu public le 22 juin 1965, pris en considération par le gouvernement (il s'impose aux administrations), mais n'est pas soumis à une procédure d'approbation (il ne s'impose donc pas aux agents privés). Malgré cette restriction, il est reconnu par tous comme le guide de l'urbanisme régional jusqu'à son approbation formelle, après révision, en 1976, et le demeure par la suite. Ce schéma est à l'origine de la réalisation du Réseau express régional (RER), qui fait suite à des projets antérieurs non mis en œuvre, et des villes nouvelles : l'IAURP est associé de très près à la réalisation de celles-ci,
L'IAURP, toujours présidé par le préfet de la région Île-de-France, devient en 1976 l'IAURIF (Institut d'aménagement et d'urbanisme de la région d'Île-de-France) et poursuit ses missions d'études générales. Il est placé en 1983 sous la responsabilité du conseil régional d'Île-de-France et son président est de droit le président du conseil régional. Il est dirigé par un directeur général. Il participe à une nouvelle révision du SDAURP, qui est approuvée en 1994 sous le nom de schéma directeur de la région Île-de-France (SDRIF).
Devenu en 2008 Institut d'aménagement et d'urbanisme d'Île-de-France (IAU), il est le maître d'œuvre de la révision du SDRIF, approuvée en 2013.
Le 1er août 2017, trois organismes associés du conseil régional d'Île-de-France intègrent l'IAU pour devenir des départements thématiques :   
- l’Arec (Agence régionale énergie-climat[10]) vient renforcer les compétences de l’Institut sur les questions énergétiques et climatiques ;
- Natureparif devient à cette occasion l’ARB, l'Agence régionale de la biodiversité en Île-de-France ;
- l’Ordif (Observatoire régional des déchets d’Île-de-France) complète les savoir-faire de l’Institut en matière de déchets et d’économie circulaire. Cet organisme est une association loi de 1901 créée le 23 novembre 1992 à l’initiative de l’État et de la Région Île-de-France, qui a pour objet de développer la connaissance et la diffusion d’informations et d’élaborer des indicateurs techniques et financiers[11] en matière de gestion de déchets en Île-de-France. L’observatoire compte 80 adhérents, acteurs de la filière de gestion des déchets en Ile-de-France.

Sa transformation juridique de fondation en Association loi de 1901 est engagée entre juillet 2018 et le 11 juin 2019.
Le 11 juin 2019, L'Institut Paris Région devient la nouvelle marque et dispose d'un nouveau logo.

## Organisation
L’Institut Paris Région, grande agence régionale d’urbanisme et de l’environnement, a pour mission essentielle de réaliser des études et travaux nécessaires à la prise de décision de la Région Île-de-France, de ses membres et partenaires,.

### Champs d'actions
- l'urbanisme et l'aménagement des territoires
- la planification et l'aménagement durables
- la démographie, l'habitat, les équipements, la gestion locale, les finances locales
- l'économie et le développement local
- l'environnement, le développement durable (indicateurs)
- les déchets (Observatoire régional des déchets d'Île-de-France - ORDIF)
- l'énergie et le climat (Agence régionale Énergie-climat d'Île-de-France - AREC)
- la biodiversité (Agence régionale de la biodiversité en Île-de-France - ARB)
- la mobilité et les transports
- la gouvernance et les finances locales
- la prévention et la sécurité
- la santé (Observatoire régional de santé d'Île-de-France - ORS)
- les sports
- les technologies de l'information (3D, infographies, datavisualisation) et l'information géographique (SIG)
- l'action internationale

### Gouvernance
L'Institut est une association loi de 1901 (anciennement une fondation) présidée par Valérie Pécresse. Son bureau est composé de cinq membres :
- Présidente : Valérie Pécresse (présidente du conseil régional d'Île-de-France)[15]
- 1er vice-président : Marc Guillaume (haut fonctionnaire) (préfet de la région d'Île-de-France et préfet de Paris)
- 2e vice-président : Éric Berger (président du conseil économique, social et environnemental régional d'Île-de-France)
- 3e vice-président : Jean-Philippe Dugoin-Clément (vice-président de la Région Île-de-France chargé du Logement, de l'Aménagement durable du territoire et du SDRIF Environnemental)[15]
- Trésorier : Jean-Pierre Lecoq (Conseiller régional d'Île-de-France)

Le directoire est composé de conseillers régionaux, de conseillers économiques et sociaux, de représentants de l'État, de collectivités et d'organismes.

### Directeurs généraux
Les derniers directeurs généraux :
- Pierre Pommellet (1982-1993)
- Jean-Pierre Dufay (1993-2002)
- Hervé Gay (2002-2004)
- François Dugeny (2004-2014)
- Valérie Mancret-Taylor (2014-2016)
- Fouad Awada (2016-2022)
- Nicolas Bauquet est l'actuel directeur général. Il a pris ses fonctions le 1er juillet 2022[17].

### Siège
En janvier 2025, l'Institut s'installe dans de nouveaux locaux situés au 66-68 rue Pleyel à Saint-Denis, au pied de la station de métro Saint-Denis - Pleyel. Les équipes sont réparties sur trois étages du bâtiment Pleyad 4 situé sur le Campus Pleyad. 